# Naël Wellofsky Élysée
Naël Wellofsky Élysée est un footballeur haïtien, né le 28 mai 2001 à Bassin-Bleu. Il évolue au poste d'attaquant avec le Don Bosco FC, club du championnat d’Haïti de football.

## Biographie
Après avoir joué à l'Exafoot en 2016, puis l'année suivante au FC Port-de-Paix, un club de 2e division, Naël Wellofsky Élysée – surnommé Zegol – s'engage avec le Don Bosco FC et y dispute son premier match de 1re division, le 18 février 2018, contre le FICA. Il connaît la consécration collective et individuelle lors du tournoi de clôture 2018 du championnat d'Haïti en étant sacré champion et meilleur buteur du tournoi, à égalité avec Stanley Joseph Bocius (8 buts chacun).
Il est prêté fin 2019 au CS Herediano, club costaricien, pour un an avec option d'achat.

## Palmarès

### Collectif
- Don Bosco FC :
  - Champion d'Haïti en 2018 (clôture).

### Individuel
- Meilleur buteur du tournoi de clôture 2018 ex æquo avec Stanley Joseph Bocius (8 buts marqués).